# Шахар Півен
Шахар Півен (івр. ‏שחר פיבן, нар. 21 вересня 1995, Біробіджан) — ізраїльський футболіст, захисник клубу «Маккабі» (Тель-Авів).

## Клубна кар'єра
Народився 21 вересня 1995 року в місті Біробіджан, Єврейська автономна область, Росія. У віці 6 років переїхав до ізраїльського міста Рішон-ле-Ціон, де пізніше почав займатися футболом у місцевому «Хапоелі». Потім перейшов до молодіжної команди клубу «Маккабі» (Тель-Авів).
Дорослу кар'єру розпочав у 2015 році, коли був відданий в оренду в «Бейтар Рамла», за який виступав близько двох з половиною років у Лізі Леуміт, другому дивізіоні країни. У січні 2018 року був відданий в оренду в «Ашдод», у складі якого дебютував у Прем'єр-лізі Ізраїлю 13 січня, вийшовши на заміну на 78-й хвилині в матчі з «Маккабі» (Нетанья). Всього за «Ашдод» провів 14 матчів у чемпіонаті Ізраїлю.
Перед сезоном 2018/19 Півен повернувся до «Маккабі», підписавши з командою новий 4-річний контракт. З командою двічі поспіль виграв чемпіонат, а також здобув ряд інших трофеїв, втім основним гравцем не став. Станом на 20 грудня 2020 року 40 матчів в національному чемпіонаті.

## Виступи за збірні
2011 року дебютував у складі юнацької збірної Ізраїлю (U-16), загалом на юнацькому рівні взяв участь у 22 іграх.
2016 року залучався до складу молодіжної збірної Ізраїлю. На молодіжному рівні зіграв у 0 офіційних матчах.

## Титули і досягнення
- Чемпіон Ізраїлю (2):

«Маккабі» (Тель-Авів): 2018-19, 2019-20
- Володар Кубка Тото (2):

«Маккабі» (Тель-Авів): 2019-20, 2020
- Володар Суперкубка Ізраїлю (2):

«Маккабі» (Тель-Авів): 2019, 2020
- Володар Кубка Ізраїлю (1):

«Маккабі» (Тель-Авів): 2020-21